# Fernmeldeturm Gütersloh
Der Fernmeldeturm Gütersloh ist ein 90 Meter hoher Fernmeldeturm der Deutschen Telekom AG, der 1993 bis 1994 von der Deutschen Bundespost im Stadtzentrum von Gütersloh gegenüber vom Gütersloher Hauptbahnhof errichtet wurde.

## Konflikte
Rund um den Bau des Fernmeldeturms gab es mehrere Konflikte zwischen der Stadt, den Einwohnern und der Deutschen Bundespost. 1983 reichte die Oberpostdirektion Münster erstmals Pläne für einen 90 Meter hohen Fernmeldeturm ein, da sie eine Alternative zu den unterirdisch verlegten Erdkabeln suchten. Diesen wollten sie auf ihrem eigenen Gelände nahe dem Stadtzentrum Güterslohs bauen, doch die Stadt lehnte den Antrag aus optischen Gründen ab. Ein anderer Standort kam jedoch auch nicht in Frage, da die von der Stadt vorgeschlagenen Standorte entweder außerhalb der Richtfunktrasse über den Bielefelder Pass lagen, oder die Post diese erst hätte erwerben müssen. Der Widerspruch gegen das Verbot wurde am 28. Februar 1985 abgelehnt. So zog die Post am 9. April 1985 vor das Verwaltungsgericht Minden, welches der Klage am 25. August 1987 stattgab. Die Stadtoberen legten Berufung gegen das Urteil ein, doch am 14. März 1991 wurde das Urteil durch das Oberverwaltungsgericht, mit der Begründung, das Stadtbild Güterslohs sei nicht besonders schützenswert, bestätigt. Damit durfte der Fernmeldeturm gebaut werden.
Mit Baubeginn bildete sich eine Bürgerinitiative gegen Elektrosmog, die den Bau aus Angst vor gesundheitlichen Schäden stoppen wollte. Am 23. November 1993 entschied der Regierungspräsident in Detmold jedoch endgültig, dass der Fernmeldeturm gebaut werden darf.

## Sonstiges
Auf dem Turm nistet seit 2008 ein Wanderfalken-Paar. Hierbei handelt es sich um eines von drei bekannten Brutpaaren im Kreis Gütersloh (Stand: 2016).